# IPFire
IPFire è una distribuzione GNU/Linux disegnata per l'utilizzo come firewall hardware..
I requisiti di base sono almeno una CPU 64-bit da 1 GHz, 1 GB di RAM e un disco rigido da 4 GB. Sono necessarie due schede di rete per connettersi a una rete Ethernet. DSL, LTE e Wi-Fi (WLAN) sono supportati solo con hardware adeguato.
La potenza di elaborazione richiesta per eseguire IPFire dipende dall'area di applicazione. Più comunemente, vengono utilizzati sistemi x86-64, ma sono supportati anche i dispositivi AArch64, come Raspberry Pi o Banana Pi. IPFire può essere utilizzato in ambienti virtuali (come VMware, VirtualBox, QEMU, KVM, Xen, ecc.).
La configurazione di base di IPFire avviene tramite un setup guidato dalla console e l'ulteriore amministrazione avviene sull'interfaccia di gestione basata sul Web, come componenti aggiuntivi e funzionalità aggiuntive.

## Caratteristiche Tecniche
IPFire offre un'ampia gamma di caratteristiche tecniche: si va dal Linux netfilter standard con capacità di NAT al supporto per DMZ, dal supporto DHCP (sia server che client) al supporto NTP per sincronizzare e servire la data e l'ora alla rete locale, dalla possibilità di attivare un proxy, filtro URL integrato e Update accelerator, quella di attivare un IDS. 
Inoltre supporta quattro schede di rete e un numero illimitato di connessioni VPN, oltre ad offrire la possibilità di backup e restore della configurazione. È inoltre facilmente estendibile grazie a numerosi moduli presenti nel sistema Pakfire.
IPFire nomina e diversifica le interfacce di rete con dei colori.
Ecco i significati:
•	RED - rappresenta l'interfaccia connessa ad Internet. (Connessioni ISP - PPPoE - PPPoA, xDSL, Router)
•	GREEN - rappresenta l'interfaccia per la rete interna. (LAN Privata)
•	BLU - rappresenta l'interfaccia per una seconda rete interna o per una rete wireless. (WiFi)
•	ORANGE - rappresenta l'interfaccia per un'eventuale zona DMZ in cui si trovano server che offrono servizi all'esterno. (Rete Demilitarizzata)

### Caratteristiche
1.	Gestione di 4 tipologie di reti.
2.	Netfilter standard con capacità di NAT e Routing.
3.	Gestione del Traffico in Entrata ed Uscita.
4.	Amministrazione tramite web GUI con interfaccia User friendly.
5.	Amministrazione da remoto su protocollo SSH.
6.	Aggiornamenti On the Fly.
7.	Backup di sistema.
8.	Capacità di prestazioni anche su macchine obsolete.
9.	Sistema di consultazione di Logs Accurato.
10.	Amministrazione di VPN Illimitate, su protocolli IPsec e OpenVPN, con l'utilizzo di certificazioni CA.
11.	Integrazione con una vasta gamma di moduli aggiuntivi.
12.	Dinamicità e possibilità di Personalizzazione.

### Servizi firewall UTM
1.	Servizio Firewall con Gestione e amministrazione tramite regole. (Port forwarding, Block Out Traffic, Accesso Esterno, DMZ Pinholes)
2.	Servizi di DNS dinamici.
3.	Servizio Proxy Avanzato, a livello trasparent e application.
4.	URLFilter per il filtraggio dei contenuti integrato.
5.	Server DHCP.
6.	Servizio Hosts.
7.	Aggiunta di Alias IP.
8.	Gestione Grafica del Traffico.
9.	Time Server.
10.	Gestione Banda.

### Altri servizi estensibili
- ClamAv - Servizio antivirus, anti-spam, anti-malware, anti-adv.
- Snort Addon Servizio IDS basto su regole Snort.
- Sistema Tor
- Captive portal per la rete ospiti
- Guardian trasforma Snort il sistema di rilevamento delle intrusioni di rete in un sistema di prevenzione delle intrusioni di rete (IPS)

## Requisiti Hardware
La configurazione minima prevede due interfacce di rete: RED (Internet) e GREEN (la rete interna da proteggere); tuttavia non è difficile estendere queste istruzioni per la configurazione un firewall più complesso. 
Nel caso esistano due reti locali che devono rimanere separate si utilizza anche l'interfaccia BLU. Particolarità di IPFire sta nella possibilità di espansione ed aggiunta di funzioni. Per questo tante distribuzioni e installate tramite l’interfaccia di amministrazione.